# バルトロメオ・スケドーニ
バルトロメオ・スケドーニ（伊: Bartolomeo Schedoni, 1578年 モデナ - 1615年12月23日 パルマ）は、イタリアの初期バロックの画家である。パルマを中心に活躍し、同地の芸術に大きな影響を与えた。短命であったため作品数は多くない。

## 生涯
エミリア地方のモデナで生まれたスケドーニは、ファルネーゼ家の宮廷に仕えた仮面制作者の父親とともにパルマに移住した。1595年、スケドーニはパルマ公爵ラヌッチョ1世・ファルネーゼの後援を受けてローマに旅行し、フェデリコ・ツッカリの見習いとなったが、病気を患ったためにパルマに戻った。バロック期の美術史家カルロ・チェーザレ・マルヴァジーア伯爵は、スケドーニがボローニャのアンニーバレ・カラッチの下で訓練を受けたと主張しているが疑問視されている。スケドーニの初期の作品は彼がアンニーバレ・カラッチよりもパルマのコレッジョの作品を研究したことを明らかにしている。
スケドーニが受けた最も初期の発注は1598年である。暴行して投獄されたのちにパルマからモデナに移った。モデナではチェーザレ・デステの宮廷で画家を務め、マニエリスムの画家エルコレ・デッラバーテと協力して市庁舎の旧評議会ホールの天井を装飾した。この作品はスケドーニが別の口論のために投獄されて制作が一時中断したが、1607年7月に完成した。
1607年12月以降はラヌッチョ1世の宮廷で働いた。公爵はスケドーニを非常に高く評価し、1611年にスケドーニが結婚した際にはフェレガラの農場を与えている。スケドーニの作品は小さな礼拝のための図像と、大きな祭壇画の『洗礼者ヨハネ、アッシジの聖フランチェスコ、ローマの聖ラウレンティウス、聖ペレグリンによって崇拝される栄光の聖家族』（Holy Family in Glory Worshipped by SS John the Baptist, Francis of Assisi, Lawrence and Peregrinus）が含まれていた。
スケドーニが死去したのは1615年の12月23日であった。モデナ人の年代記編纂者ジョバンニ・バティスタ・スパッチーニ（Giovanni Battista Spaccini）によれば、スケドーニは賭博で莫大な損失を被った夜の後に「激情に駆られて」（おそらく自殺して）死んだという。

## 様式
スケドーニの絵画はしばしば暗い背景に配置された鮮やかに照らされた人物を描いている。角ばった鮮やかな色彩の衣服のひだのパターンに大きな重点が置かれており、美術史家ローレンス・ゴウィングによれば、「場面の物語の内容をほとんど覆い隠し、代わりに感情的衝撃が侵透する感覚を広めている」。
後期のスケドーニはルドヴィーコ・カラッチの影響を示している。スケドーニの様式と主題に対して重要な影響を与えたもう1人の画家はミケランジェロ・メリージ・ダ・カラヴァッジョである。カラヴァッジョが1603年から1604年に制作した『キリストの埋葬』（Entombment of Christ）はスケドーニの1613年頃の作品『キリスト降架』（Deposition ）に原型を提供した。パルマ出身地の画家ジョヴァンニ・ランフランコはスケドーニの演劇的様式にインスピレーションを得た画家の1人だった。
スケドーニの傑作はラヌッチョ1世によって発注され、パルマ近郊のフォンテヴィーヴォにあるカプチン会修道院教会のために描かれた連作の中の2枚の絵画『キリスト降下』と『キリストの墓の前のマリアたち』（The Marys at the Sepulcher）であり、いずれもパルマ国立美術館に所蔵されている。

## ギャラリー

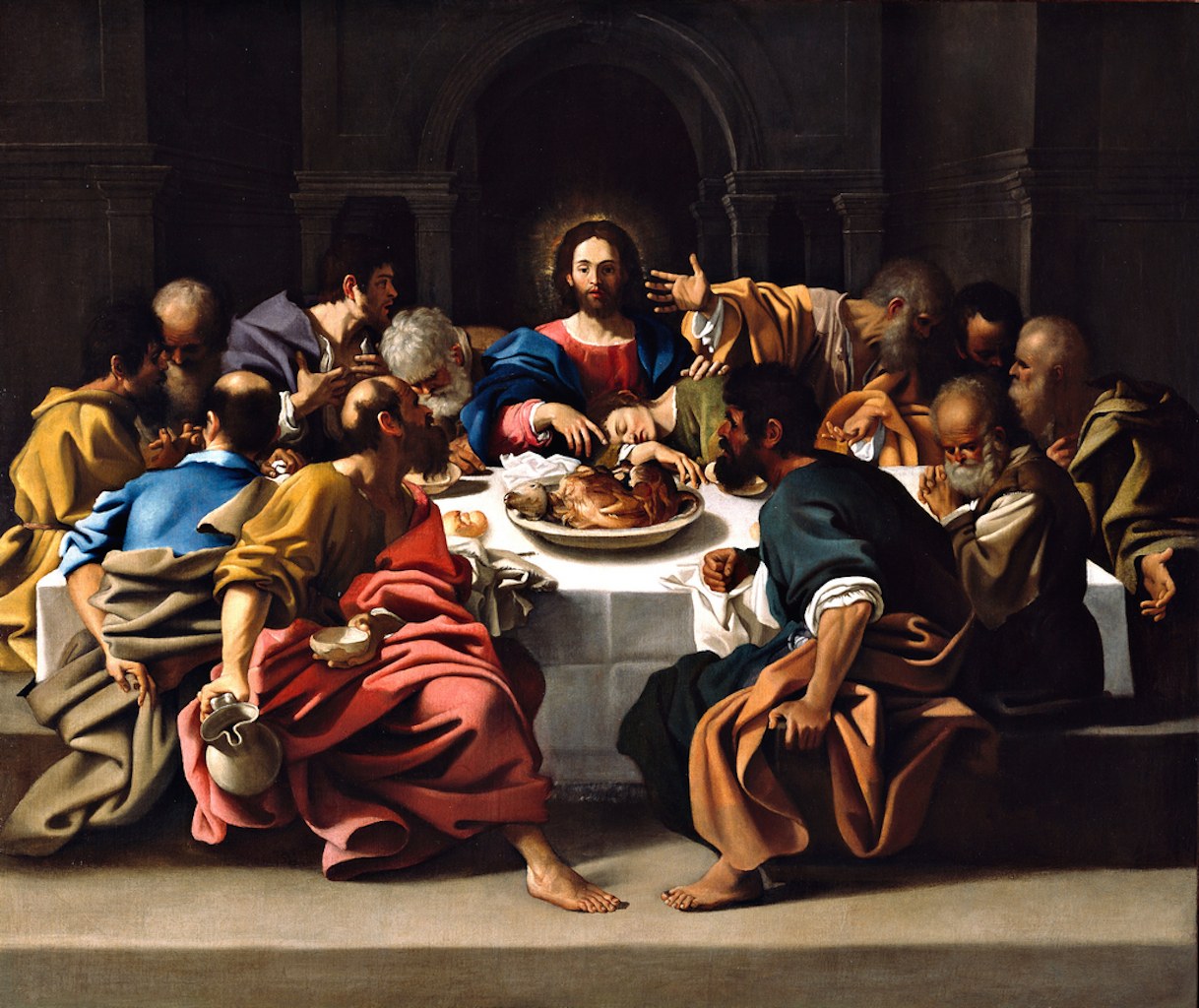
『最後の晩餐』16世紀 パルマ国立美術館所蔵
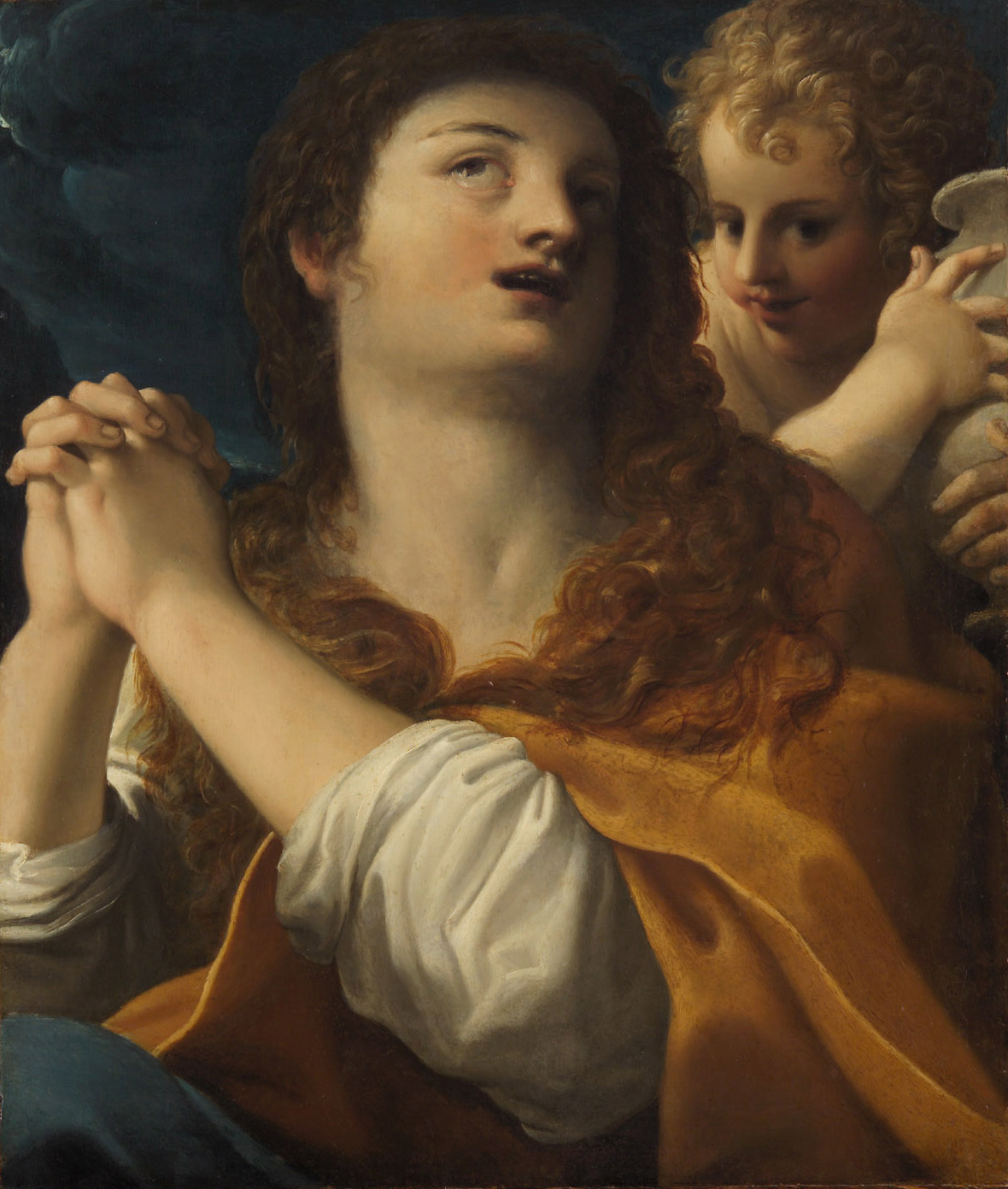
『悔悛するマグダラのマリア』1607年 美術史美術館所蔵
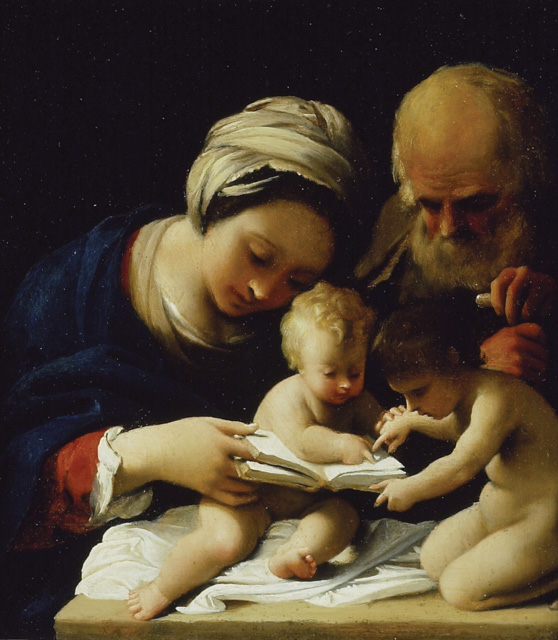
『聖家族と洗礼者ヨハネ』1610年頃 アシュモレアン博物館所蔵
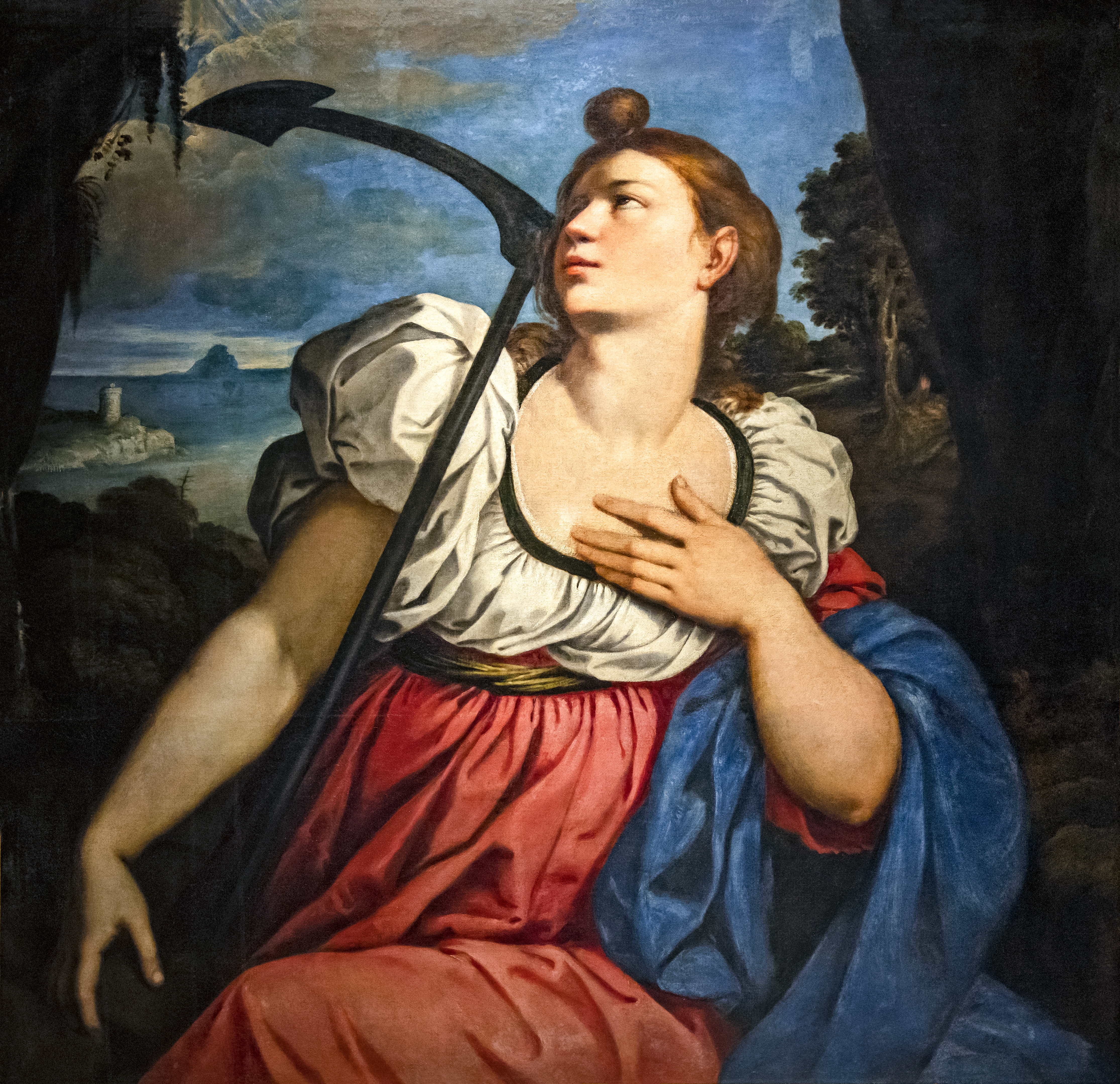
『希望』1610年頃 アングル美術館所蔵
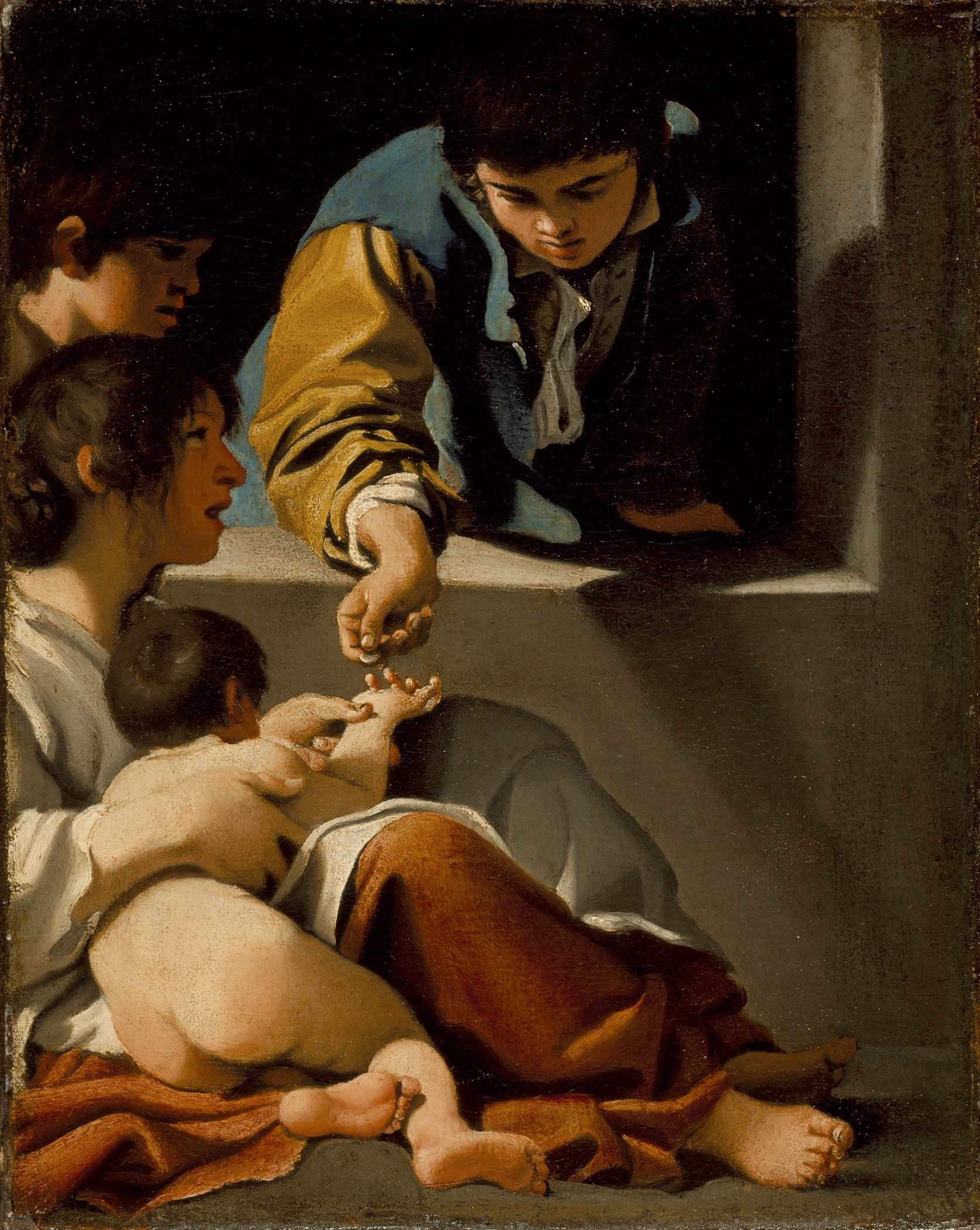
『聖エリザベトの慈愛』の習作 1610年頃 ロサンゼルス・カウンティ美術館所蔵
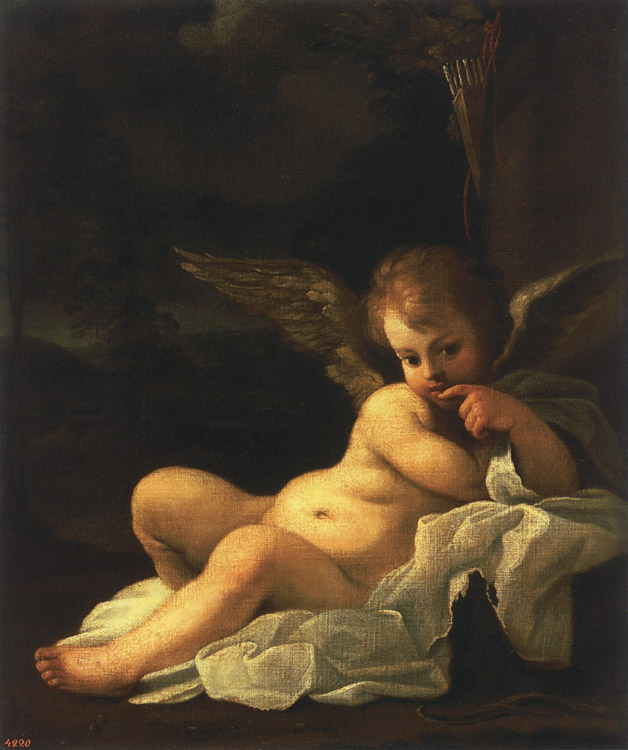
『キューピッドのいる風景』1610年頃 エルミタージュ美術館所蔵
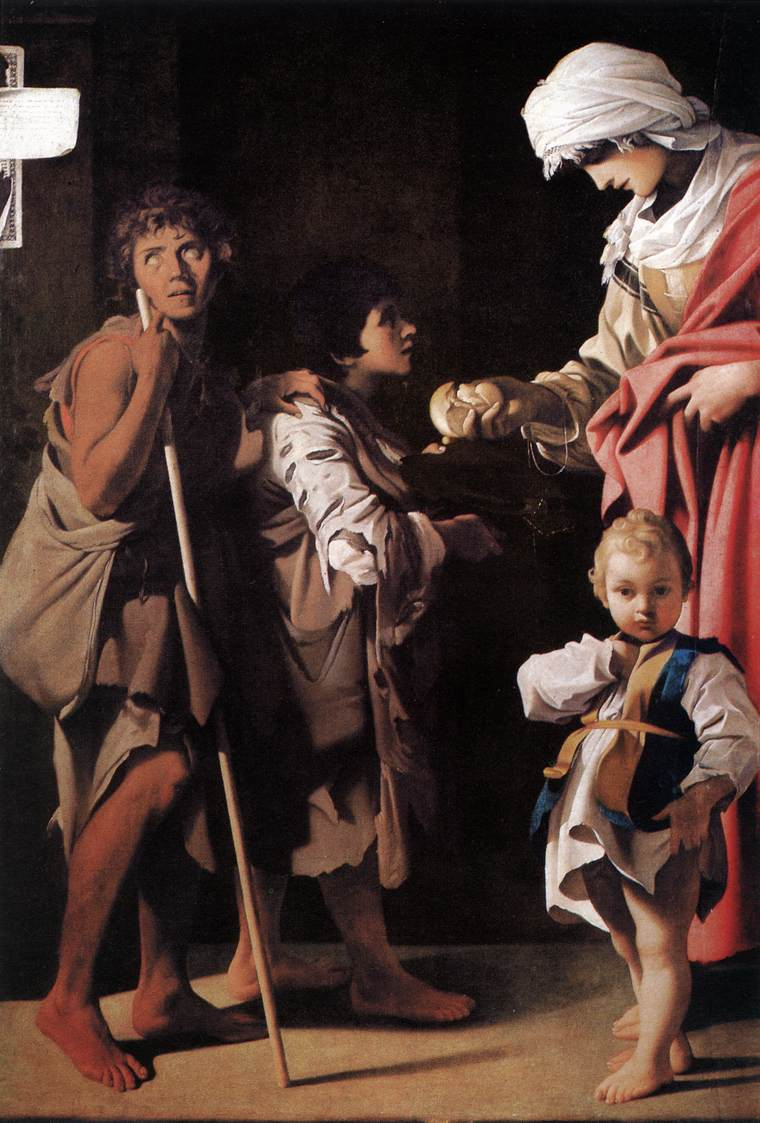
『慈愛』1611年 カポディモンテ美術館所蔵
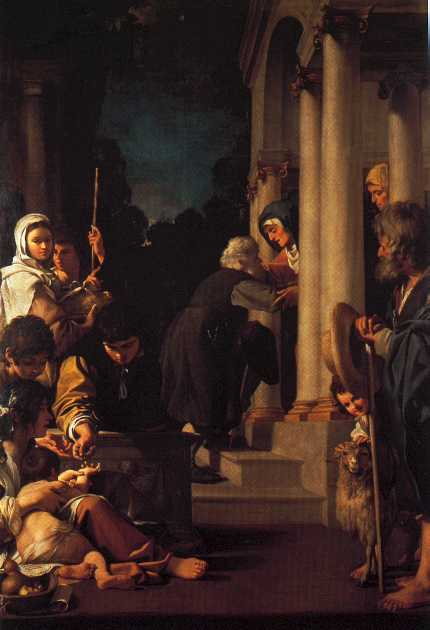
『聖エリザベトの慈愛』1613年 ナポリ王宮博物館所蔵
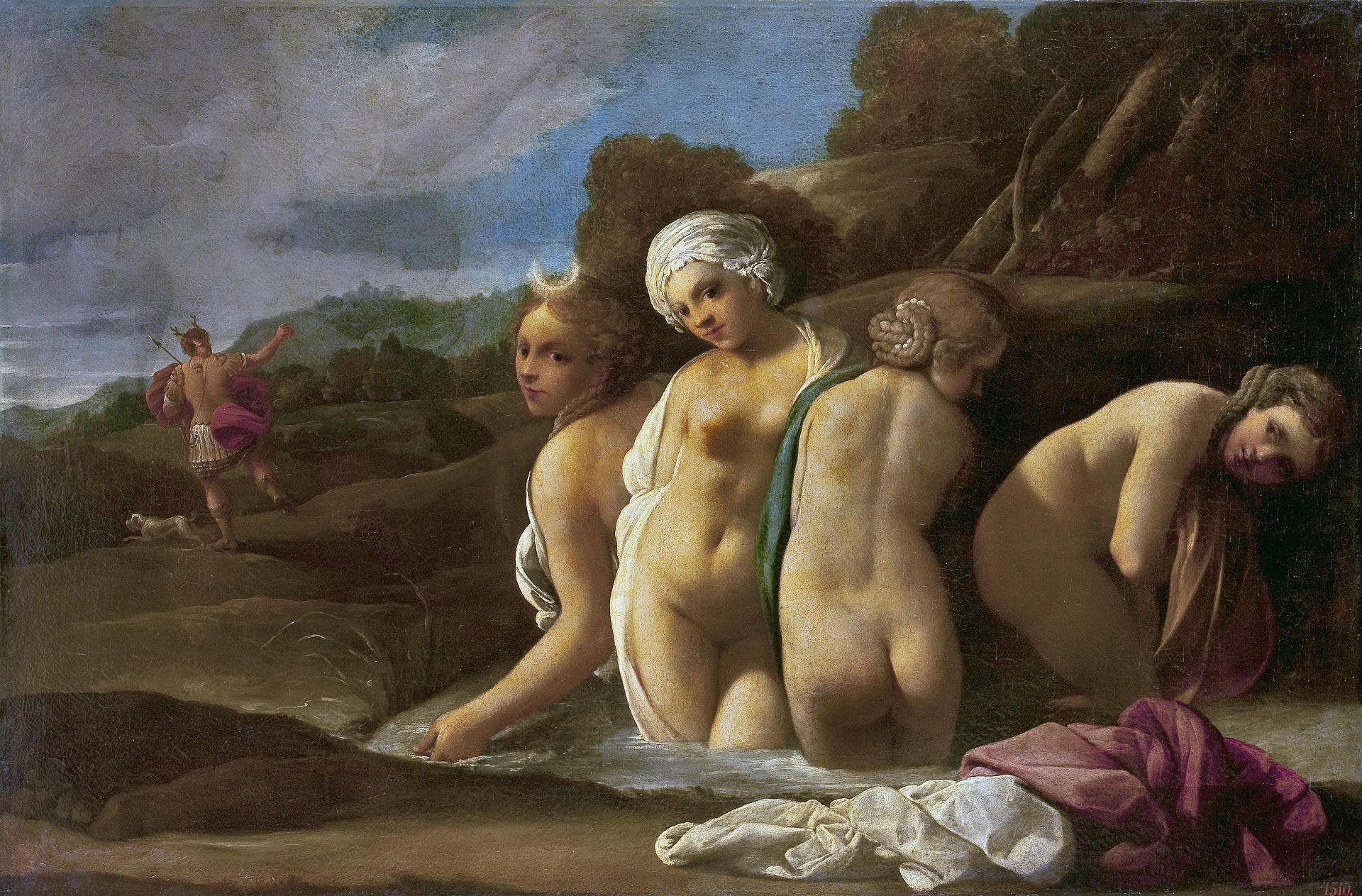
『ディアナとアクタイオン』1615年以前 エルミタージュ美術館所蔵
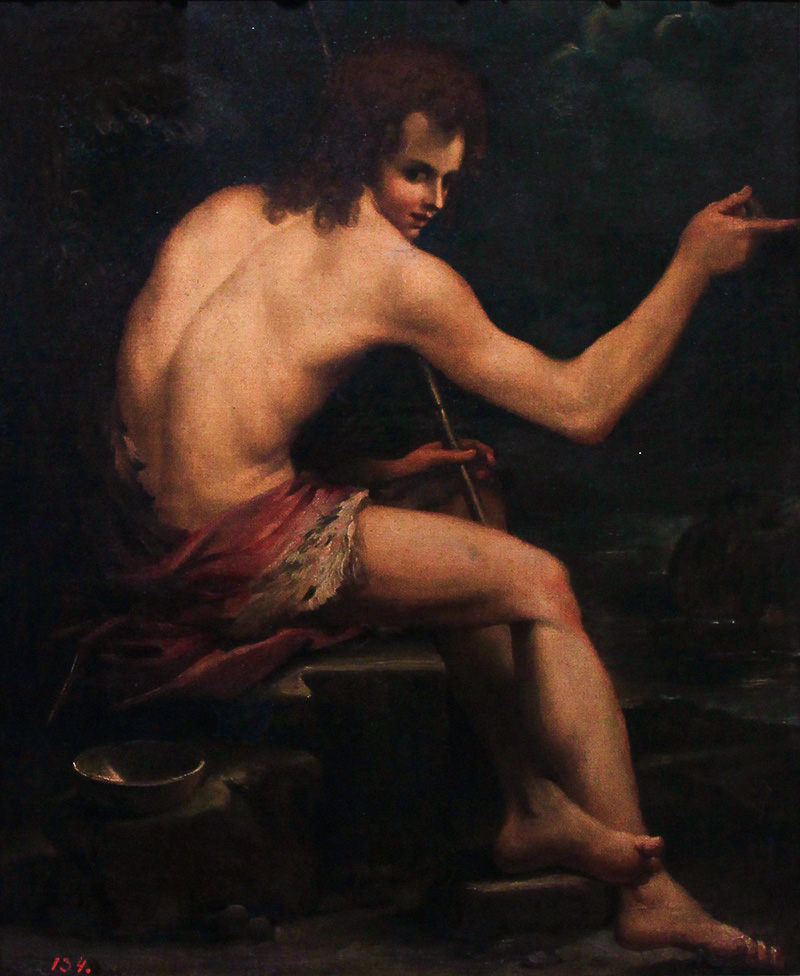
『洗礼者聖ヨハネ』1610年-1615年 アゼルバイジャン国立美術館所蔵
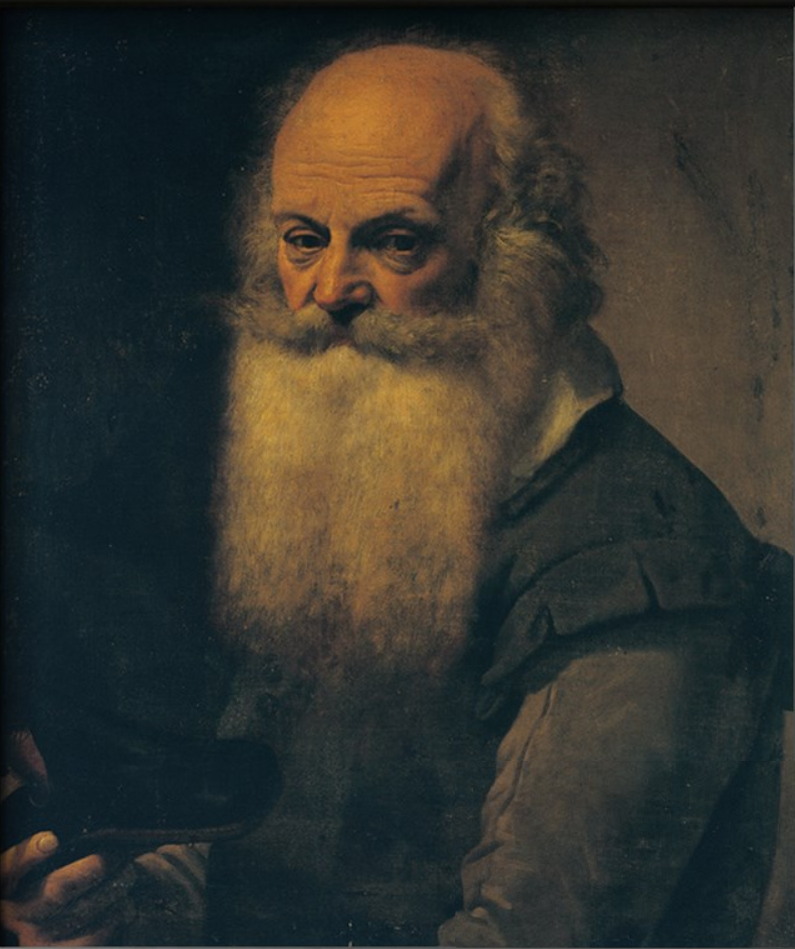
『ヴィンチェンツォ・グラッシの肖像 』1610年-1615年 カポディモンテ美術館所蔵
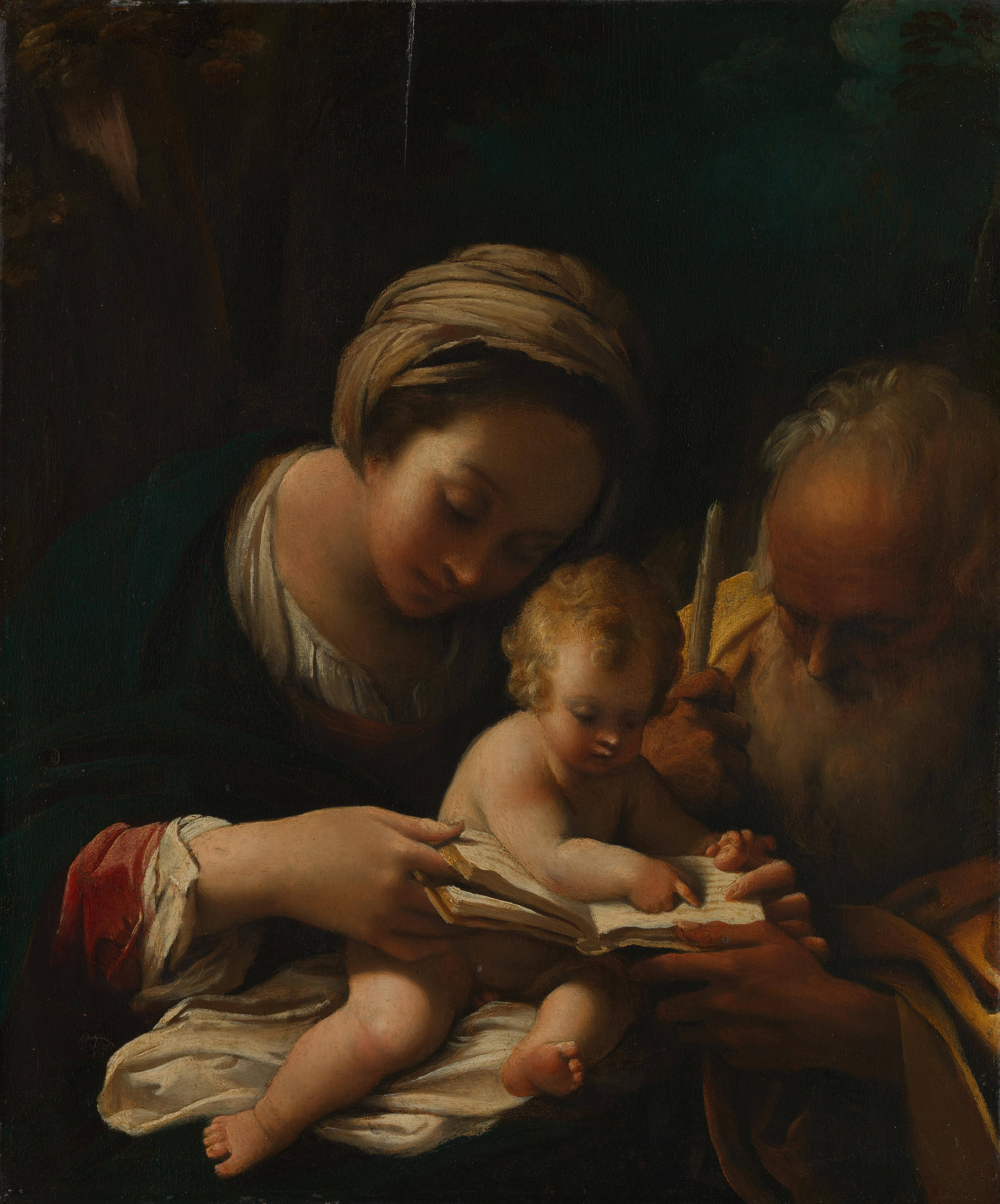
『聖家族』1613年-1615年 ロンドン・ナショナル・ギャラリー所蔵
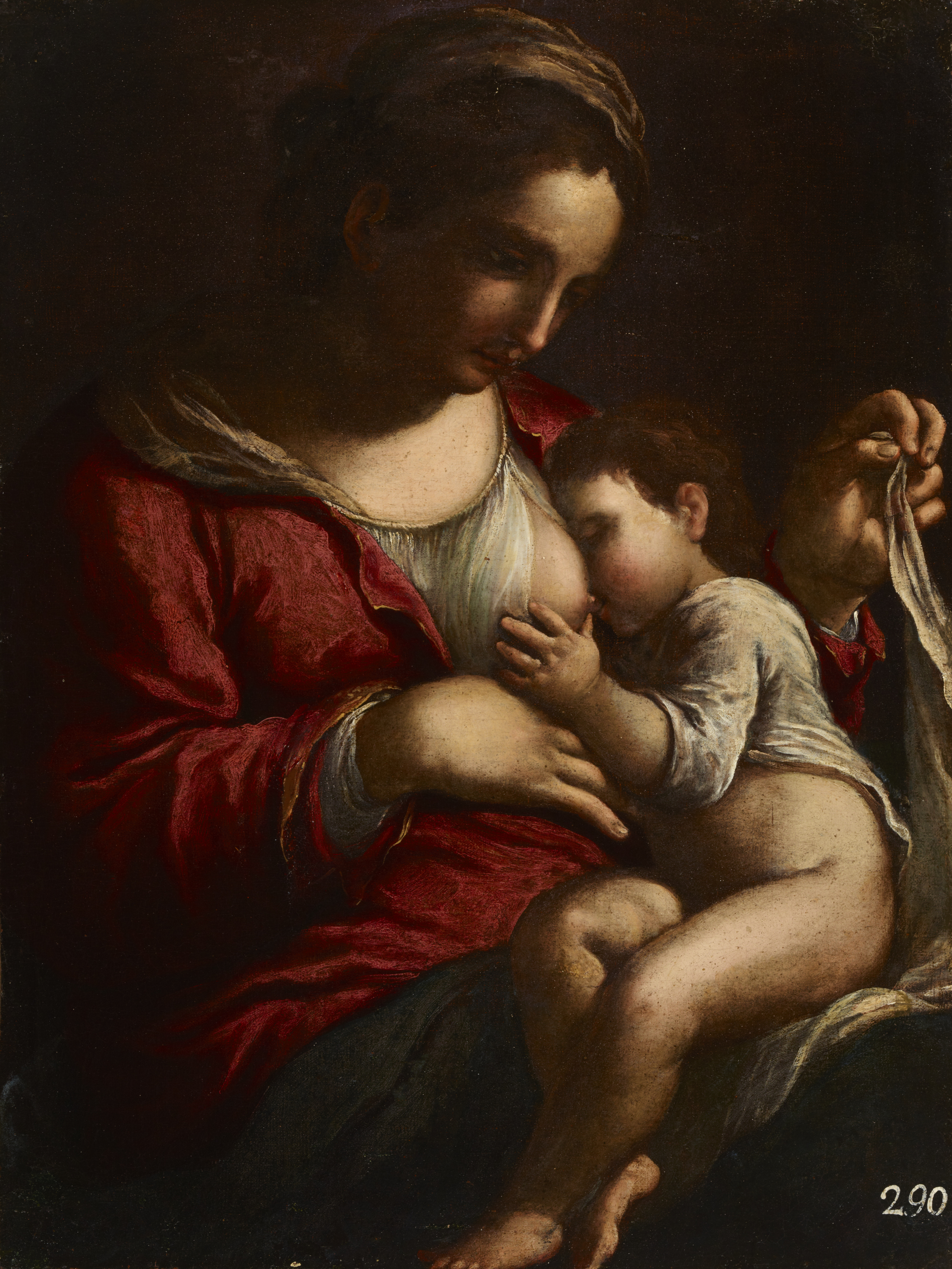
『授乳の聖母』 クラクフ国立美術館所蔵